# Cranberry Studio
O Cranberry Studio é um estúdio de design sul-americano e um dos três segmentos de negócios da Cranberry Company, que também possui uma loja em desenvolvimento, como informado. Eles trabalham com mais de 100 empresas em todo o mundo desenvolvendo conceitos de sites e produtos. Também conhecido como Cranberry e-Studio, por expandir seus negócios on-line durante a pandemia de Covid-19. Fundada em 2012 e localizada em Natal, Brasil.
Eles aumentaram sua popularidade depois de criar conceitos famosos do controle do PS5, Dualsense. No Reddit, eles se tornaram virais e sua popularidade cresceu, contratada pela New Waves Media, uma empresa Norueguesa que possui os maiores perfis de mídia social do país, para criar um jogo chamado Kryptert, uma versão norueguesa de Incoherant (feita pela empresa que criou o jogo What do you meme?).

## Decorrer
A Cranberry Agency começou a lançar alguns primeiros conceitos para a Blizzard Entertainment, com algumas camisas, cartões e outros designs, criando reconhecimento na comunidade. Eles mudaram de nome naquela época para se ajustarem à representação local, mas não tiveram sucesso como pretendido. Eles também criaram, alguns anos depois, mais conceitos para o escritório da Warner Bros São Paulo, com o filme Jogador Número Um. Após alguns testes, eles desistiram dos conceitos e entraram numa pausa de 2 anos, criando apenas designs locais e construindo sua reputação. Depois de mais algumas vezes, eles construíram sua carreira em sites e criaram, com o governo do Rio Grande do Norte, uma plataforma virtual de museu para o estudo da biologia, sendo reconhecida como a maior do estado, na cidade de Ceará-Mirim.
Com duas remodelações de marca, a empresa começou a crescer em seu terceiro nome, o atual.

## História

### 2014 - 2015
A empresa estava desenvolvendo um jogo digital para PC, mas foi encerrado por falta de recursos. Era um multijogador, com mais de 100 jogadores para um lobby. Os arquivos foram excluídos conforme relatado pelas notícias locais. Eles também criaram muitos designs 3D para salas de jogos, sendo os primeiros em seu estado a fazer isso.
Eles estavam quebrados e começaram a fazer pequenos negócios e a ajudar eventos no estado, construindo mais parcerias. Eles também se tornaram o representante da Flipside, uma empresa brasileira que realiza o maior evento de tecnologia e segurança da América do Sul.

### 2016 - 2017
Ainda atuando no ramo de eventos, fizeram uma parceria com o Saga Entretenimento para sediar um evento do League of Legends, chamado Mega Torcida LoL, que mostra as finais do Campeonato Mundial de League of Legends em um estádio. Em 2016, eles sediaram em Natal.
No ano seguinte, eles voltaram a produzir designs, começando com empresas locais e, alguns meses depois, tornando-se nacionais, fazendo trabalhos em 3 das 5 regiões do Brasil.

### 2018 - 2019
Depois de crescerem em alguns negócios, eles criaram seu site e iniciaram pequenas parcerias, trabalhando para o governo local para gerenciar as mídias sociais dos serviços de saúde pública de Natal, e passaram a ter uma marca completa, reiniciando o nome da empresa e trabalhando em conceitos.

## Conceitos
- O conceito mais recente é um tênis da Nike com o design da Sanrio com a personagem Mewkledreamy que também viralizou nas mídias sociais;
- Um controle com tema dourado do PS5;[7]
- Um Dualsense da Sanrio;
- Um conceito do Valorant e de League of Legends.